# Aliança pelo Brasil
A Aliança pelo Brasil (ALIANÇA) foi uma organização brasileira de extrema-direita, que pretendeu se transformar em partido político para abrigar Jair Bolsonaro e seus apoiadores, porém não obteve sucesso.

## História
A intenção de fundar o partido "Aliança Pelo Brasil" foi anunciada pelo próprio Jair Bolsonaro, em 12 de novembro de 2019, durante o exercício de seu mandato como presidente do Brasil, ao declarar a sua saída do Partido Social Liberal (PSL), o que gerou uma cisão nesse partido. Entretanto, a rápida concretização dos anseios de Bolsonaro se provou inviável, uma vez que a organização política falhou em cumprir os requisitos mínimos para criação do novo partido, que são descritos pela Lei nº 9.096/1995 e pela Resolução nº 23.571/2018 do TSE.

O objetivo inicial dos idealizadores do novo partido era aproveitarem-se de uma decisão do Tribunal Superior Eleitoral (TSE) que reconhecia como legítimo o uso de assinaturas eletrônicas para a criação de sua nova legenda. Porém, como a decisão do Tribunal também destacava a inexistência de regulamentação desta prática na legislação brasileira, e que a Certificação Digital não poderia ser utilizada até que essa deficiência fosse suprida, tal estratégia acabou sendo frustrada.

Como forma de sanar a ausência de regulamentação legal, proponentes do novo partido sugeriram o uso emergencial de biometria e do cartório de notas para que a Certificação Digital fosse implementada, em substituição à conferência de assinaturas por servidores públicos da Justiça Eleitoral. Tal abordagem aceleraria o processo, já que não demandaria a análise aprofundada da ficha pelo servidor público, mas apenas uma conferência de sua existência. 
Em setembro de 2021, o TSE aprovou por unanimidade uma mudança nas regras de criação de partidos políticos, para regulamentar a coleta de assinaturas eletrônicas, favorecendo as pretensões do grupo. Até esse momento, entretanto, o Aliança Pelo Brasil ainda dependia de assinaturas tradicionais reconhecidas em cartório, e por isso estava muito abaixo do número mínimo de assinaturas necessárias para a formalização como legenda partidária.
As exigências legais para homologação das assinaturas fizeram com que grande número de fichas de registro fossem invalidadas. Até março de 2021, o TSE já havia recusado cerca de 40 mil assinaturas, contra 79 mil aceitas, de cerca de 250 mil que foram enviadas. Deste número total, somam-se as assinaturas que aguardam análise dos cartórios eleitorais ou as que estão em prazo de impugnação.
Em novembro de 2021 a Aliança contava com 158.317 assinaturas válidas, sendo necessárias 492 mil para homologação partidária.
Luís Felipe Belmonte, vice-presidente do Aliança Pelo Brasil, afirmou em fevereiro de 2020 ao Estadão que foram coletadas mais de 1 milhão de assinaturas para a formação do partido, porém a grande maioria delas não puderam ser reconhecidas nos cartórios eleitorais, acabando portanto invalidadas. Segundo o TSE, 77% das assinaturas recusadas correspondem a apoiadores filiados a algum partido político, já que não é permitido apoiar a criação de um partido estando filiado a outro, segundo as regras da legislação eleitoral. O TSE informou ter identificado a assinatura de sete eleitores falecidos na lista de apoios apresentada pelo Aliança pelo Brasil - o que o senador Flávio Bolsonaro atribuiu à supostos "erros" no preenchimento dos cadastros, ou supostas "falhas técnicas similares".
Gilberto Kassab, idealizador e presidente do Partido Social Democrático (PSD) - último grande partido criado no Brasil - destacou a dificuldade da formação de novas legendas partidárias diante das exigências previstas na legislação, e avaliou como muito improvável a consolidação do "Aliança Pelo Brasil" a tempo da disputa eleitoral de 2022, muito embora tenha destacado que Jair Bolsonaro não deveria encontrar dificuldades para formar o partido no longo prazo, por conta do apoio político expressivo que angariou ao longo da carreira.
Um ano após o projeto ser lançado, o próprio Jair Bolsonaro admitiu diversas vezes, no final de 2020 e início de 2021, o fracasso no recolhimento das assinaturas necessárias para a criação do "Aliança Pelo Brasil". Diante da proximidade do pleito eleitoral de 2022, Bolsonaro iniciou negociações para filiar-se em outro partido já existente - como Progressistas (PP), Partido Social Liberal (PSL), Republicanos, Partido Trabalhista Brasileiro (PTB), Patriota, Partido Liberal (PL) ou Partido da Mulher Brasileira (PMB).
Finalmente, depois de tensas negociações, o presidenciável decidiu concorrer às eleições de 2022 junto ao Partido Liberal - presidido por Valdemar Costa Neto, notoriamente envolvido no escândalo do Mensalão - o que colocou em suspenso a ascensão do projeto Aliança pelo Brasil.

## Ideologia
O estatuto, com a formalização dos princípios e valores, juntamente com o detalhamento da estrutura organizacional, foi divulgado em 26 de novembro de 2019. Tem sido identificado pela maioria dos observadores e analistas políticos como sendo de extrema-direita e nacionalista, embora alguns de seus membros vejam a Aliança pelo Brasil como apenas um movimento conservador tradicional de direita. Nas palavras de seu fundador, trata-se de um projeto de "partido conservador, que respeita todas as religiões, dá crédito aos valores familiares, defende a legítima defesa, defende a posse e o porte de arma com requisitos, o livre comércio com todo mundo, sem o viés ideológico". José Antônio Severo, escrevendo para a coluna Análise & Opinião, do Jornal Já, notou que o nome do partido lembra o da Aliança Renovadora Nacional (ARENA), da Ditadura militar brasileira. O jornal O Globo apontou semelhanças com o Integralismo, como o uso do lema Deus, pátria e família. Já o jornal O Estado de S. Paulo apontou que o manifesto tem semelhanças com ideias defendidas por Olavo de Carvalho, apontado como "guru intelectual" de Jair Bolsonaro. Um dos autores do manifesto, Filipe G. Martins, foi aluno de Olavo de Carvalho.